# Ferdinand von Sannow
Heinrich Wilhelm Ferdinand Sannow, depuis 1871 von Sannow, (né le 7 juin 1827 à Magdebourg et mort le 10 décembre 1883 à Wiesbaden) est un général de division prussien .

## Biographie

### Origine
Il est le fils de Hans Friedrich Wilhelm Sannow (1773–1848) et de son épouse Christine Friederke, née Bauer, veuve von Woldeck (1786–1877). Son père est un lieutenant-colonel, plus récemment dans la 3e brigade d'artillerie de campagne (de).

### Carrière militaire
Sannow étudie aux écoles de cadets de Potsdam et de Berlin. Le 27 mai 1845, il est nommé portepeefähnrich au 9e régiment d'infanterie de l'armée prussienne. Il y est promu au grade de sous-lieutenant le 24 février 1846 et est commandé par le 2e bataillon de réserve combiné du 1er avril 1848 au 31 mars 1849. Il sert ensuite comme adjudant de bataillon et de régiment. En tant que premier lieutenant, Sannow est adjudant adjoint au commandement général du 2e corps d'armée. Le 9 février 1858, il est nommé adjudant de la 27e brigade d'infanterie (de) et, à ce titre, il est promu capitaine le 31 mai 1859. Sannow retourne alors dans son régiment d'origine le 8 mai 1860 et y est nommé commandant de compagnie le 13 novembre 1860. Le 5 juillet 1862, il est transféré au 36e régiment de fusiliers. Avec cette unité, Sannow participe à la bataille d'Örlenbach en 1866 pendant la guerre austro-prussienne et est blessé à Roßbrunn . Pour ses réalisations, il reçoit l'ordre de l'Aigle rouge de 4e classe avec épées.
En tant que major, Sannow est nommé le 10 août 1868 commandant du bataillon de fusiliers du 16e régiment d'infanterie à Hanovre. Après sa mobilisation pour la guerre contre la France, il est promu lieutenant-colonel le 26 juillet 1870. Au cours de la bataille de Vionville, le commandant du régiment, le colonel Hans von Brixen, est tué et Sannow se voit confier le commandement du régiment. Au cours de la campagne, il combat à Gravelotte et participa au siège de Metz. Lors de la bataille de Beaune-la-Rolande, Sannow réussit à défendre la ville contre des forces françaises numériquement supérieures. Sur proposition de son général commandant, von Voigts-Rhetz, Sannow reçoit l'ordre Pour le Mérite.
L'empereur Guillaume Ier élève Sannow au rang de noblesse héréditaire prussienne pour sa bravoure prouvée face à l'ennemi lors de son entrée solennelle à Berlin le 16 juin 1871. Même après le traité de paix, il se voit encore confier le commandement du régiment. Le 16 mars 1872, Sannow est finalement nommé commandant du régiment et promu colonel le 22 mars 1873. Il sert ensuite comme commandant du régiment de fusiliers de la Garde du 13 mars 1875 au 17 janvier 1878. Sannow est ensuite promu au grade de général de division et nommé commandant de la 43e brigade d'infanterie à Cassel. Il abandonne ce commandement le 13 janvier 1879 et devient commandant du 49e brigade d'infanterie à Darmstadt. En raison d'un problème oculaire, Sannow doit prendre sa retraite . Avec l'attribution de l'Étoile de l'ordre de la Couronne, de 2e classe. Le 12 juin 1880, il reçoit une pension légale en tant que membre de la 3e classe.

### Famille
Sannow se marie avec Albertine Beggerow (1830–1913) le 21 mai 1850 à Colberg. Le mariage donne naissance à deux enfants :
- Hans (1851–1926), colonel prussien, commandant du camp de prisonniers de guerre de Limbourg pendant la Première Guerre mondiale marié avec Thekla von Pelser-Berensberg (de) (née en 1857)
- Marie (née en 1852) mariée avec Alexander Boettcher (1842–1917), général de division prussien